# Encheliophis chardewalli
Encheliophis chardewalli är en fiskart som beskrevs av Parmentier 2004. Encheliophis chardewalli ingår i släktet Encheliophis och familjen nålfiskar. Inga underarter finns listade i Catalogue of Life.